# 国定勇人
國定 勇人（くにさだ いさと、1972年〈昭和47年〉8月30日 - ）は、日本の政治家、郵政・総務官僚。自由民主党所属の衆議院議員（2期）、国土交通大臣政務官兼復興大臣政務官兼内閣府大臣政務官。
環境大臣政務官兼内閣府大臣政務官、新潟県三条市長（4期）を歴任。

## 概要
東京都千代田区神田神保町生まれ。駒場東邦中学校・高等学校、一橋大学商学部卒業（清水啓典ゼミ）。中学、高校ではラグビー部に所属。大学ではラグビー同好会に所属。大学4年次に1年留年して中華人民共和国北京市に留学。1997年、郵政省（現総務省）に入省し、大臣官房総務課審議室総括係に配属される。入省同期に倉田哲郎箕面市長等がいる。
総務省情報通信政策局放送政策課政策係長、総務省大臣官房総務課総括国会第三係長を経て、2003年より、2年間の予定で新潟県三条市へ出向し、総務部参事兼情報政策課長に就任。2004年に発生した平成16年7月新潟・福島豪雨では災害対策本部長を務め、陣頭指揮を執った。2005年、出向期間が1年間延長され、三条市市長公室長兼総務部参事、同年三条市総合政策部長を務める。2006年に総務省へ復職し、情報通信政策局地域通信振興課課長補佐に就任。

### 三条市長に就任
2006年10月17日、三条市長の高橋一夫が辞職。國定は総務省を退官し、同年11月12日に行われた三条市長選挙で元市議の山井伸泰との一騎打ちを制し初当選を果たした。当選時は全国で最年少の市長であった。
2010年10月、前回戦った山井を破り再選。2011年12月には、全国507の市町村長で構成される「地方を守る会」を設立し、同会代表世話人に就任。
2014年10月、無投票で3選。2015年、全国2020年東京オリンピック・パラリンピックを活用した地域活性化推進首長連合会会長に就任。2017年総務省地域おこし協力隊制度で、慶應義塾大学と連携協力協定を締結。
2018年10月、無投票で4選を果たした。
2019年5月27日、衆議院新潟4区の自民党支部長選任について協議する「4区支部長・幹事長会議」が開かれ、國定が支部長就任に意欲を示していることが報告された。7月27日の同会議で國定を新支部長に選任することが正式に決まった。会議では4区を構成する全13支部に対する意向調査の結果が示され、國定が8支部、元衆議院議員の栗原博久の長男で衆院選立候補の経験がある栗原洋志が2支部の支持を獲得した。残る3支部は党本部や県連への一任だった。7月29日、國定は党県連を訪れ、新潟4区の支部長に選ばれたことを報告し、衆議院議員を目指して鞍替えすることを了承した。
2020年2月4日、衆院選に向けた後援会事務所を三条市本町4丁目に開設した。
同年9月、衆院選立候補準備に向け、任期途中で三条市長を辞職する意向であることが伝えられ、同月25日に辞職届を提出。地方自治法145条に基づき、10月15日付で辞職した。

### 2021年衆議院議員選挙
2021年10月19日、第49回衆議院議員総選挙が公示。新潟4区からは立憲民主党現職の菊田真紀子と自民党公認の国定が立候補。10月28日発売の『週刊文春』11月4日号は終盤戦の情勢予測として「菊田優勢、国定劣勢」とはっきりと報じた。10月31日、総選挙実施。菊田に僅差で敗れるも、重複立候補していた比例北陸信越ブロックで初当選した。
2022年11月18日、衆議院選挙区の新しい区割りである「10増10減」の改正公職選挙法案が参議院で可決された。新潟県内の選挙区は6から5に削減された。国定と細田健一がそれぞれ新しい新潟2区の支部長に名乗りを上げたが、2023年2月10日、党本部は細田を新潟2区の支部長とし、国定を比例北陸信越ブロック単独候補として転出させることを決定した。
2024年9月27日に行われた自民党総裁選挙において、1回目の投票では小泉進次郎に投じ、得票数1位の高市早苗と2位の石破茂が進んだ決選投票では石破に投じた。
同年10月14日、自民党は第50回衆議院議員総選挙の比例代表に立候補する285人の名簿順位を発表した。比例北陸信越ブロックにおいては国定を単独1位とする優遇措置がとられた。10月27日、投開票の結果、国定は再選した。
同年11月13日、第2次石破内閣において国土交通大臣政務官兼復興大臣政務官兼内閣府大臣政務官に就任する。

## 政策・主張

### 三条市長
- 三条市長就任後は災害復旧助成事業や堤防の嵩上げを推進し、平成23年7月新潟・福島豪雨では約175億円の被害が生じたが、2004年7月の豪雨で生じた被害額254億円を下回った[40]。

- 2016年10月16日に行われた新潟県知事選挙において、告示前にブログに「来る県知事選挙には、森たみおを宜しくお願い申し上げます」と書いたことが、公職選挙法違反（事前運動）にあたるとする市内の女性3名の告発を受け、新潟県警察が書類送検したものの[41]、2017年3月23日付で新潟地検により起訴猶予処分とされた。市長は「不起訴という結果は十分想定していたが、行政の執行者として今まで以上に遵法意識を持ち、市政運営に当たる」としたうえで、「告発された場合は法律に基づき自動的に送検されることから、通常であればその手続過程の中で公表されることはない」とし、「書類送検が私自身も知ることなく公になったことは、その経緯を捉えると、言わば印象操作にも通ずる」とコメントした[42]。その後、市内の女性3名により、新潟検察審査会に不服申し立てがなされたが、2017年9月に不起訴相当との議決がなされた[43]。
- 2015年11月25日、国定の妻は、元市長の高橋一夫から、住宅が建つ65坪弱の土地を贈与により譲り受けた。木造2階建て、床面積52坪ほどの建物は新築年月日が不詳とされ、登記もされていなかったため、2016年4月、国定の妻を名義人とする所有権の保存登記が行われた。国定は妻と同居していることから、メディアが詳細を問い合わせすると、国定は市役所の秘書を通じ「答える必要はない」と述べた[44]。
- 2020年6月8日、新型コロナウイルス対策の財源に充てるため、自身の7月の給与95万4千円を40万円減額して55万4千円とすると発表した[45]。

### 衆議院議員
憲法
- 憲法改正について、2021年のアンケートで「どちらかといえば賛成」と回答[46]。
- 改正すべき項目として「自衛隊の保持を明記する」「地方公共団体の権限強化を明記する」と主張[46]。
- 憲法9条への自衛隊の明記について、2021年のアンケートで「賛成」と回答[47]。
- 憲法を改正し緊急事態条項を設けることについて、2021年の毎日新聞社のアンケートで「賛成」と回答[48]。

外交・安全保障
- 「他国からの攻撃が予想される場合には敵基地攻撃もためらうべきではない」との問題提起に対し、2021年のアンケートで「どちらとも言えない」と回答[46]。
- 「北朝鮮に対しては対話よりも圧力を優先すべきだ」との問題提起に対し、2021年のアンケートで「どちらかと言えば賛成」と回答[46]。
- 普天間基地の辺野古移設について、2021年のアンケートで「どちらかといえば賛成」と回答[46]。
- 徴用工訴訟などの歴史問題をめぐる日韓の関係悪化についてどう考えるかとの問いに対し、2021年の毎日新聞社のアンケートで「より強い態度で臨む」と回答[48]。

ジェンダー
- 選択的夫婦別姓制度の導入について、2021年のアンケートで「どちらとも言えない」と回答[46]。
- 同性婚を可能とする法改正について、2021年の朝日新聞社のアンケートでは「どちらとも言えない」と回答[46]。2021年のNHKのアンケートでは回答しなかった[47]。
- 「LGBTなど性的少数者をめぐる理解増進法案を早期に成立させるべきか」との問題提起に対し、2021年のアンケートで「どちらかといえば賛成」と回答[46]。
- クオータ制の導入について、2021年のアンケートで「どちらかといえば反対」と回答[47]。

その他
- 森友学園への国有地売却をめぐる公文書改竄問題で、2021年5月6日、国は「赤木ファイル」の存在を初めて認めた[49]。しかし5月13日、菅義偉首相はファイルの存在を踏まえた再調査を行わない考えを報道各社に書面で示した[50]。9月の自民党総裁選挙で総裁に選出された岸田文雄も10月11日、衆議院本会議の代表質問で再調査の実施を否定した[51]。国の対応をどう考えるかとの同年の毎日新聞社のアンケートに対し「これ以上、調査や説明は必要ない」と回答[48]。
- 「原子力発電所は日本に必要だと思うか」との問いに対し、2021年の毎日新聞社のアンケートで、選択肢以外の回答をした[48]。

## 主な役職
- 新潟県・新潟市新型インフルエンザ対策専門委員会委員[52]
- 文部科学省中央教育審議会初等中等教育分科会小・中学校の設置・運営の在り方等に関する作業部会専門委員[53]
- 文部科学省中央教育審議会初等中等教育分科会小中一貫教育特別部会委員[54]
- 文部科学省学校教育の情報化に関する懇談会委員[55]
- 国土交通省北陸地方整備局信濃川水系学識者会議下流部会委員[56]
- 内閣府子ども・若者育成支援推進点検・評価会議委員[57]
- 内閣府地方創生推進事務局健幸長寿社会を創造するスマートウエルネスシティ総合特区国と地方の協議会構成員[58]
- 気象庁地域における気象防災業務のあり方検討会委員[59]
- 総務省災害時等の情報伝達の共通基盤の在り方に関する研究会構成員[60]
- 衆議院参考人[61]
- 2020年東京オリンピック・パラリンピックを活用した地域活性化推進首長連合（オリパラ首長連合）会長[62]
- 地方を守る会代表世話人[63]
- 上越新幹線活性化同盟会理事
- 公益財団法人にいがた産業創造機構評議員[64]
- 財団法人新潟県県央地域地場産業振興センター理事長
- 財団法人燕三条地場産業振興センター理事長
- 日本デザイン学会 Design@Communities Award 2017 審査員[65]
- 信濃川・中ノ口川治水事業促進期成同盟会会長[66]

## 選挙歴
| 当落 | 選挙                   | 執行日         | 選挙区               | 政党       | 得票数    | 得票率 | 定数 | 得票順位 /候補者数 | 政党内比例順位 /政党当選者数 |
| ---- | ---------------------- | -------------- | -------------------- | ---------- | --------- | ------ | ---- | ------------------ | ---------------------------- |
| 当   | 2006年三条市長選挙     | 2006年11月12日 | ――                   | 無所属     | 2万8866票 | 53.66% | 1    | 1/2                | /                            |
| 当   | 2010年三条市長選挙     | 2006年10月31日 | ――                   | 無所属     | 3万7035票 | 66.00% | 1    | 1/2                | /                            |
| 当   | 2014年三条市長選挙     | 2014年10月26日 | ――                   | 無所属     | ーー票    | ーー   | 1    | 1/1                | /                            |
| 当   | 2018年三条市長選挙     | 2018年10月28日 | ――                   | 無所属     |           |        | 1    | 1/1                | /                            |
| 比当 | 第49回衆議院議員総選挙 | 2021年10月31日 | 新潟県第4区          | 自由民主党 | 9万7256票 | 49.94% | 1    | 2/2                | 5/6                          |
| 当   | 第50回衆議院議員総選挙 | 2024年10月27日 | 比例北陸信越ブロック | 自由民主党 |           |        | 10   | /                  | 1/4                          |